# Статвольт
Статвольт (англ. statvolt, statV) — одиниця вимірювання різниці потенціалів та електрорушійної сили в абсолютній електростатичній системі одиниць СГСЕ та системі одиниць Гауса. В українській мові ця одиниця позначається як статВ.
1 статвольт — різниця потенціалів між двома точками, за якої величина роботи, що виконується для перенесення 1 статкулона електричного заряду з однієї точки в іншу, складає 1 ерг. В одиницях системи SI 1 статВ = 299,792458 В (точно). Коефіцієнт перетворення 299,792458 — це швидкість світла у вакуумі в м/с, поділена на 106.
У вакуумі електричне поле напруженості 1 статВ/см має таку ж густину енергії, що й магнітне поле 1 Гс. Плоска електромагнітна хвиля, що поширюється у вакуумі, має взаємно перпендикулярні електричне та магнітне поле, для яких кожному 1 Гс напруженості магнітного відповідає 1 статВ/см напруженості електричного поля.